# Платон (мученик)
Святий Платон — ранньохристиянський мученик, святий, постраждав в Малій Азії в часи правління імператора Максиміяна.
Св. мученик Платон походив з міста Анкири (сучасна Анкара) в Малій Азії. Його батьки були передові християни. Платон був щиро перейнятий Христовим духом і вже замолоду почав роздавати вбогим свій маєток, що йому припав був у спадщині по батьках. В часі переслідування християн за цісаря Максиміяна його ув'язнили, а коли він не хотів відректися Христової віри, його жорстоко замучили.

## Джерело
- Рубрика Покуття
- (рос.) Мученик Платон